# إيورابتور
الإيواربتور (الاسم العلمي: Eoraptor) هوَ ديناصور عظائي الورك من الثيروبودات ثنائيَّة الحركة وأحد أقدم الديناصورات في تاريخ الأرض. اختلف بعض الباحثين حولَ فصيلته، إذ يَعتبره البعض ثيروبوداً بينما يَعتبره آخرون صوربودياً. عاش الإيورابتور قبل 231.4 مليون سنة في المنطقة الشمال غربيَّة من الأرجنتين، ويُسمى نوعه الرئيسي «إيورابتور. الليوني» (ولونا تعني القمر في اللاتينية، أي القمري)، ويعني هذا الاسم بكامله «سارق الفجر من وادي القمر»، وهوَ يُشير إلى الوادي الذي اكتشفت فيه عظام هذه الديناصورات للمرَّة الأولى. وقد اكتشفت حتى الآن العديد من هيَاكل الإيورابتور المَحفوظة بحالة جيدة.

## الوصف

مقارنة أحجام بين إيورابتورٍ وإنسان بالغ.

جسد الإيورابتور نحيل عُموماً ويَبلغ طوله عندَ الحيوان البالغ حوالي متر، أما وزنه فيُقدَّر بحوالي 10 كيلوغرامات. وهو حيوان إصبعي، إذ إن جسده يَكون عمودياً على ساقيه الخلفيَّتين عندما يَركض، أما ذراعاه فيَبلغ طولهما نصف طول ساقيه. تمتلك هذه الديناصورات 5 أصابع في كل ذراع، وتنتهي الأصابع الثلاث الأطول منها بمخالب كبيرة ربما كانت تستخدم للتشبث بالفريسة. لكن في المُقابل فالعلماء يَعتقدون أن الإصبعين الرَّابع والخامس في اليد كانا أقصر من أن يُستخدما في الصيد.
يُعتقد أن الإيورابتور كان ديناصوراً قارتاً سريع الجري، وأنه كان يَستخدم مخالبه لقتل طرائده ثمَّ تمزيقها، وهوَ يَملكُ أسناناً من كلا النوعين اللاحم والنباتي.

## تاريخ الاكتشافات

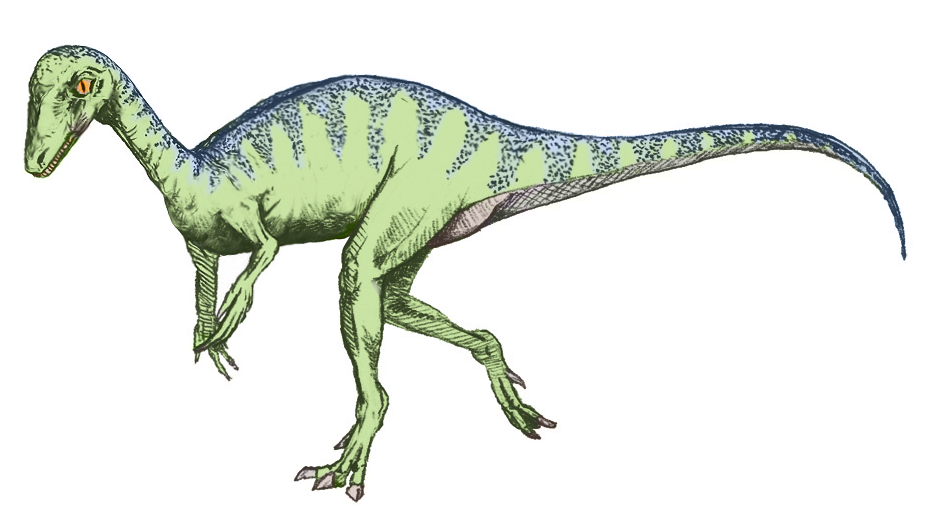
رسم تخيلي لإيورابتور.

كان أول من اكتشف عظام هذا الديناصور هوَ الإحاثيَّ «ريكاردو مارتينيز» من جامعة سان جوان في عام 1991، وذلك خلال عمل ميدانيٍّ بالتعاون مع جامعة شيكاغو في حوض وادي القمر بالأرجنتين. وقد كان يَجري نهر في هذا الوادي خلال العصر الترياسي الوسيط، لكنه اليوم ليس سوى أرض قاحلة صحراويَّة. عُثرَ على الإيورابتور في تشكيل وادي القمر، وقد أثبتت الدراسات التي أجريت عليه لاحقاً أنه من أقدم الديناصورات في تاريخ الأرض، كما حوى التشكيل نفسه ثيروبوداً آخر قديماً جداً هوَ الهيريراصور.

## اقرأ أيضًا
- أركيوبتركس
- ديبلودوكس
- ثيروبودا
- أورنيثوديرا
- باراصورولوفوس
- ميريسيا